# Camille Imart
Pas d'image ? Cliquez ici

a Compétitions nationales et continentales officielles uniquement.

b Matchs officiels uniquement.
Camille Imart, née le 11 janvier 1995 à Castres, est une joueuse internationale française de rugby à XV évoluant au poste de demi d'ouverture au sein de l'effectif du Stade toulousain et de l'équipe de France.

## Carrière
Originaire de Soual, elle grandit dans une famille passionnée de rugby. Son grand-père, Claude, a joué à Castres avant de participer à la création du Soual Olympique. Son père, Yannick, a également joué à Castres et à Soual. Elle commence le rugby à l'âge de 9 ans avec les garçons du Sor-Agout XV, club né de la fusion du Soual Olympique et du Rugby Club Saïx-Longuegineste. En 2008, elle intègre le pôle espoir féminin du lycée Jolimont. Elle rejoint ensuite le Saint-Orens rugby féminin.
En 2015, elle quitte ce club, devenu le Blagnac Saint-Orens rugby féminin, pour rejoindre le club voisin du Stade toulousain rugby féminin.
Elle connaît sa première sélection en équipe de France féminine de rugby à XV contre l'Italie lors de la 1re journée du Tournoi des Six Nations féminin 2016. Remplaçante, elle entre en jeu à la 66e minute.
Le 13 mai 2018, elle dispute la finale de championnat de France, titulaire à l'ouverture, avec le Stade toulousain contre Montpellier. Les toulousaines s'inclinent 15 à 12 au Stade Albert-Domec à Carcassonne.
Elle retrouve l'équipe de France le 2 février 2019, titularisée à l'ouverture contre le pays de Galles, lors de la 1re journée du Tournoi des Six Nations féminin 2019.
Le 18 mai 2019, elle dispute de nouveau la finale du championnat de France, titulaire à l'ouverture, avec le Stade toulousain contre Montpellier. Les toulousaines s'inclinent une nouvelle fois (22-13) au Stade Maurice-Trélut à Tarbes.

## Palmarès

### En club
- Championnat de France :
  - Vainqueur : 2022
  - Finaliste : 2018 et 2019